# Arquidiócesis de Gdansk
La arquidiócesis de Gdansk (en latín: Archidioecesis Gedanensis y en polaco: Archidiecezja gdańska) es una circunscripción eclesiástica de la Iglesia católica en Polonia. Se trata de una arquidiócesis latina, sede metropolitana de la provincia eclesiástica de Gdansk. Desde el 2 de marzo de 2021 su arzobispo es Tadeusz Wojda, de la Sociedad del Apostolado Católico.

## Territorio y organización

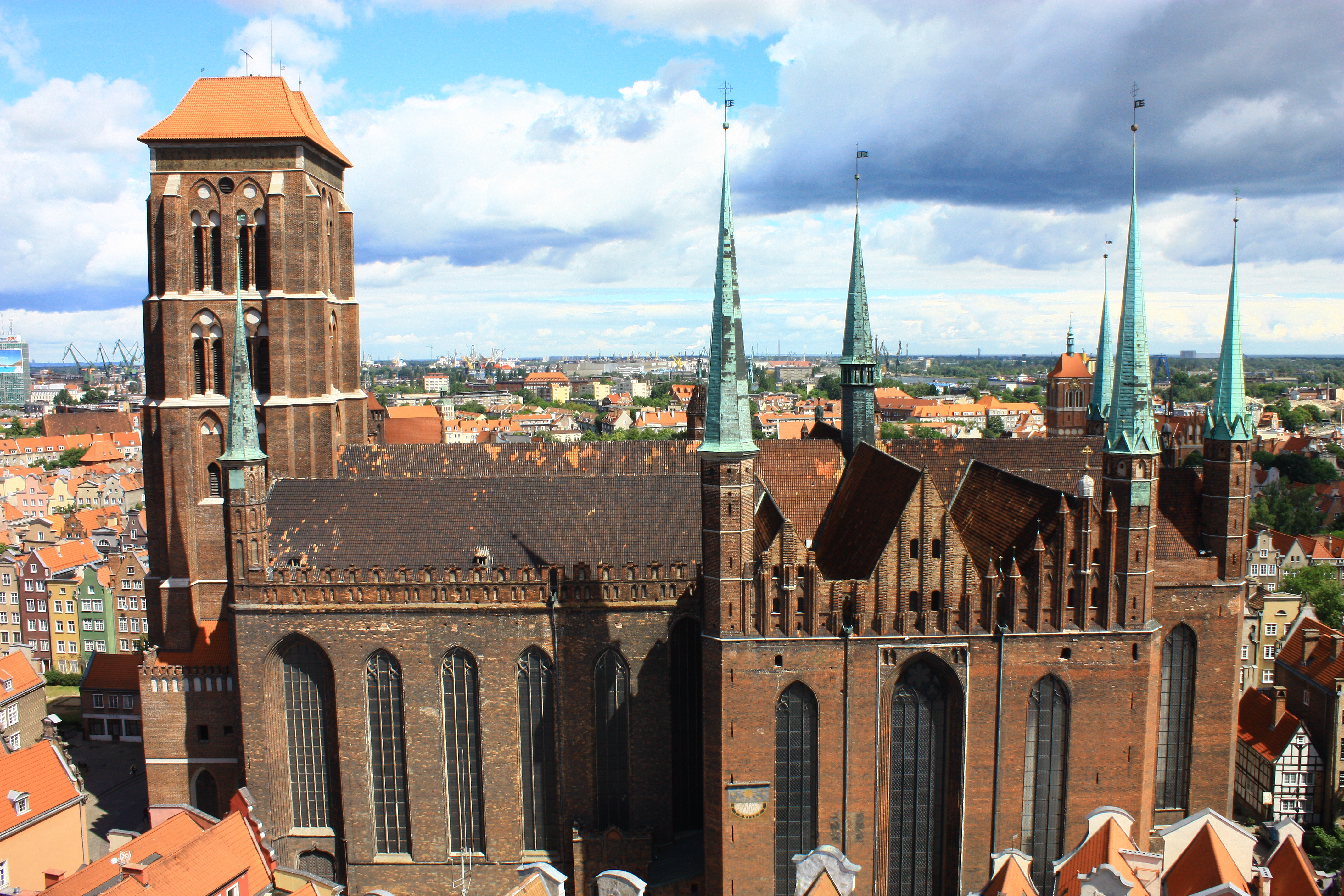
Concatedral basílica de la Asunción de la Virgen María, en Gdansk

La arquidiócesis tiene 2500 km² y extiende su jurisdicción sobre los fieles católicos de rito latino residentes en la costa báltica oriental del voivodato de Pomerania, aproximadamente incluida en los distritos de Gdansk y Puck y en parte de los distritos vecinos.

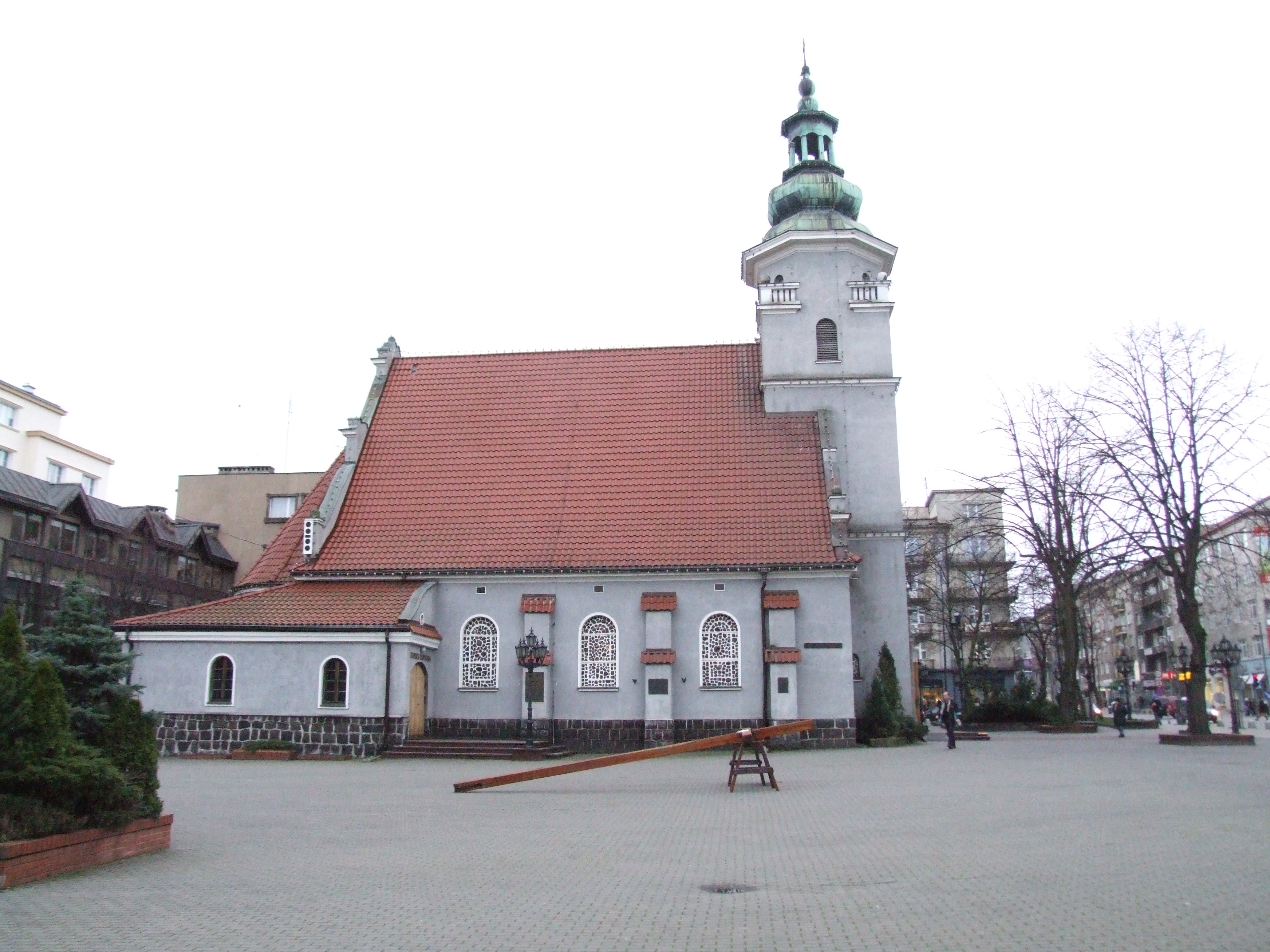
Basílica de la Santísima Virgen María Reina de Polonia, en Gdynia

La sede de la arquidiócesis se encuentra en la ciudad de Gdansk (en alemán, Dánzig), en donde se halla la Catedral basílica de la Santísima Trinidad (conocida como Catedral de Oliwa por estar en el barrio de Oliwa) y la Concatedral basílica de la Asunción de la Virgen María. En el territorio de la arquidiócesis existen otras tres basílicas menores: la basílica de la Santísima Virgen María Reina de Polonia, en Gdynia; y las basílicas de Santa Brígida y San Nicolás en Gdansk.
La arquidiócesis tiene como sufragáneas a las diócesis de: Pelplin y Torún.
En 2023 en la arquidiócesis existían 201 parroquias agrupadas en 24 decanatos.

## Historia
Gdansk ha sido parte del archidiáconado de Pomerania de la diócesis de Włocławek desde la Edad Media. En 1821, mediante la bula De salute animarum del papa Pío VII, con la que el pontífice reorganizó las circunscripciones eclesiásticas del Reino de Prusia, este territorio pasó a formar parte de la diócesis de Kulm (Chełmno en polaco), hoy diócesis de Pelplin. Después de la Primera Guerra Mundial se estableció la Ciudad Libre de Dánzig, que desde el punto de vista eclesiástico incluía territorios no solo de la diócesis de Kulm/Chełmno, sino también de la arquidiócesis de Varmia, en Prusia Oriental.
Solo alrededor del 10% de la población era polaca, el resto era de mayoría alemana. Polonia esperaba la unión de todo el territorio de la Ciudad Libre de Dánzig a la diócesis de Chełmno, mientras que Alemania esperaba su unificación a la sede de Varmia. Los roces entre las dos nacionalidades llevaron a la Santa Sede a erigir el 21 de abril de 1922 una administración apostólica en el territorio de la Ciudad Libre de Dánzig, confiada al conde Edward O'Rourke, ruso-polaco de origen irlandés, exobispo de Riga.
Tres años más tarde, el 30 de diciembre de 1925, mediante la bula Universa christifidelium del papa Pío XI, la diócesis de Dánzig fue erigida en el mismo territorio que la administración apostólica y Edward O'Rourke se convirtió en su primer obispo; la nueva diócesis quedó inmediatamente sujeta a la Santa Sede. Todas las parroquias existentes eran de habla alemana y solo en 1937 O'Rourke estableció 2 parroquias polacas. Este hecho despertó la ira del gobierno alemán, que lanzó una campaña para desacreditar al obispo e impedirle ejercer sus funciones; O'Rourke se vio obligado a dimitir en junio de 1938. Lo sucedió Carlo Maria Splett de origen alemán.
Al estallar la Segunda Guerra Mundial, los 12 sacerdotes polacos del clero diocesano fueron arrestados y 7 de ellos murieron en prisiones alemanas. La mayoría de los fieles polacos de la diócesis también fueron arrestados o deportados.
Después de que terminó la guerra, Dánzig perdió el estatus de ciudad libre y se integró en el estado polaco con el nombre de Gdansk, y la población polaca se convirtió en la mayoría en la diócesis. El obispo Carlo Maria Splett fue detenido por las autoridades polacas el 9 de agosto de 1945 y condenado a 8 años de prisión por actividades antipolacas. Liberado de la prisión, regresó a Alemania donde murió en 1964, sin haber renunciado jamás a su cargo de obispo. La sede fue confiada a los administradores diocesanos: Andrzej Wronka (1945-1951), Jan Cymanowski (1951-1956) y Edmund Nowicki (1957-1964). Tras la muerte de Splett, Nowicki fue nombrado nuevo obispo de Gdansk el 7 de marzo de 1964.
Estos administradores diocesanos tuvieron que reorganizar todas las actividades de la diócesis, fundar nuevas parroquias, erigir el seminario episcopal (fundado en 1957). Había unos veinte sacerdotes al final de la guerra; en 1965 eran 112, así como 98 sacerdotes religiosos, que administraban 63 parroquias agrupadas en 7 decanatos.
El 28 de junio de 1972 la diócesis perdió su independencia eclesiástica y pasó a formar parte de la provincia eclesiástica de la arquidiócesis de Gniezno mediante la bula Episcoporum Poloniae del papa Pablo VI.
El 25 de marzo de 1992, como resultado de la bula Totus Tuus Poloniae populus del papa Juan Pablo II, fue elevada al rango de arquidiócesis metropolitana. Al mismo tiempo se revisaron las fronteras diocesanas, con la cesión de una parte de su territorio para la erección de la diócesis de Elbląg, y con la adquisición de toda la parte norte de la diócesis de Chełmno (hoy diócesis de Pelplin).

## Estadísticas
Según el Anuario Pontificio 2024 la arquidiócesis tenía a fines de 2023 un total de 902 280 fieles bautizados.
| Año                                                                             | Población            | Población | Población      | Sacerdotes | Sacerdotes    | Sacerdotes    | Bautizados por sacerdote | Diáconos permanentes | Religiosos | Religiosos | Parroquias |
| Año                                                                             | Bautizados católicos | Total     | % de católicos | Total      | Clero secular | Clero regular | Bautizados por sacerdote | Diáconos permanentes | Varones    | Mujeres    | Parroquias |
| ------------------------------------------------------------------------------- | -------------------- | --------- | -------------- | ---------- | ------------- | ------------- | ------------------------ | -------------------- | ---------- | ---------- | ---------- |
| 1950                                                                            | 281 000              | 290 000   | 96.9           | 108        | 70            | 38            | 2601                     |                      | 31         | 149        | 58         |
| 1970                                                                            | 500 000              | 524 000   | 95.4           | 228        | 130           | 98            | 2192                     |                      | 116        | 207        | 61         |
| 1980                                                                            | 599 000              | 615 000   | 97.4           | 235        | 151           | 84            | 2548                     |                      | 103        | 216        | 79         |
| 1990                                                                            | 614 000              | 629 000   | 97.6           | 323        | 232           | 91            | 1900                     |                      | 113        | 252        | 100        |
| 1999                                                                            | 975 452              | 1 014 950 | 96.1           | 673        | 474           | 199           | 1449                     | 2                    | 272        | 557        | 167        |
| 2000                                                                            | 917 105              | 976 778   | 93.9           | 679        | 483           | 196           | 1350                     | 1                    | 235        | 534        | 170        |
| 2001                                                                            | 926 761              | 992 603   | 93.4           | 715        | 496           | 219           | 1296                     |                      | 271        | 485        | 175        |
| 2002                                                                            | 944 158              | 993 275   | 95.1           | 727        | 515           | 212           | 1298                     |                      | 262        | 534        | 181        |
| 2003                                                                            | 917 695              | 977 552   | 93.9           | 728        | 520           | 208           | 1260                     |                      | 280        | 564        | 184        |
| 2004                                                                            | 923 195              | 977 614   | 94.4           | 734        | 527           | 207           | 1257                     |                      | 255        | 524        | 186        |
| 2006                                                                            | 917 724              | 982 337   | 93.4           | 745        | 529           | 216           | 1231                     |                      | 259        | 613        | 190        |
| 2013                                                                            | 900 608              | 965 077   | 93.3           | 738        | 527           | 211           | 1220                     |                      | 241        | 448        | 195        |
| 2016                                                                            | 980 000              | 1 000 122 | 98.0           | 744        | 552           | 192           | 1317                     |                      | 236        | 452        | 198        |
| 2019                                                                            | 914 258              | 1 029 384 | 88.8           | 731        | 556           | 175           | 1250                     |                      | 228        | 468        | 198        |
| 2021                                                                            | 926 220              | 1 073 339 | 86.3           | 713        | 549           | 164           | 1299                     |                      | 215        | 411        | 201        |
| 2023                                                                            | 902 280              | 1 062 276 | 84.9           | 740        | 529           | 175           | 1281                     |                      | 226        | 408        | 201        |
| Fuente: Catholic-Hierarchy, que a su vez toma los datos del Anuario Pontificio. |                      |           |                |            |               |               |                          |                      |            |            |            |

## Episcopologio
- Edward Aleksander Władysław O'Rourke † (21 de abril de 1922-13 de junio de 1938 renunció[nota 5])
- Carlo Maria Splett † (13 de junio de 1938-5 de marzo de 1964 falleció)
- Edmund Nowicki † (7 de marzo de 1964-10 de marzo de 1971 falleció)
- Lech Kaczmarek † (1 de diciembre de 1971-31 de julio de 1984 falleció)
- Tadeusz Gocłowski, C.M. † (31 de diciembre de 1984-17 de abril de 2008 retirado)
- Sławoj Leszek Głódź † (17 de abril de 2008-13 de agosto de 2020 retirado)[nota 6]
- Tadeusz Wojda, S.A.C., desde el 2 de marzo de 2021